# 巴奈 (傳說)
巴奈（撒奇萊雅語：Panay﹚，是台灣撒奇萊雅族傳說中的美女，但也因為她的美貌而導致她的不幸。

## 能力
巴奈的外表相當美麗，據說甚至能讓她經過的樹木花草都為她感動枯萎。她的名字有說法是為了紀念五穀豐收之神、或是因為她在秋天稻穀收割時誕生而取為糯米的意思。

## 傳說
巴奈出生在納巴國灣部落（Nabakowan，今花蓮市舊火車站到南京街一帶），從小就相當美麗，吸引許多各地部落的青年追求，雖然全被拒絕，但青年們不肯放棄，甚至還互相比賽競爭，其中來自瑞穗的阿達旺（Adabowang/Adawan）和來自花蓮的阿達霸（Atapa）的兩個巨人（Masalaway a tademaw）脫穎而出，他們都是阿里嘎蓋的後代，也競爭的最激烈，兩人比賽的內容包刮在懸崖邊撐竿跳或從花蓮平原賽跑到瑞穗等，雙方勢均力敵。
然而，在他們還沒有比出高下時，納巴國灣部落卻發生作物無端枯死的怪事，而巴奈也被發現她走過的地方植物都會枯死（因為她的美貌），因此被認為是妖魔的化身，她為此十分難過，就這樣生了重病，幾天後就死了。兩個追求者得知這件事後，失控的拿起巨石砸向對方的部落，石頭分別落在花崗山跟變成掃叭石柱，而他們比賽撐竿跳時用的竹子也變成了刺竹林。
後來，「巴奈」這個名字就成為美女的代名詞。